# Maja Brunner

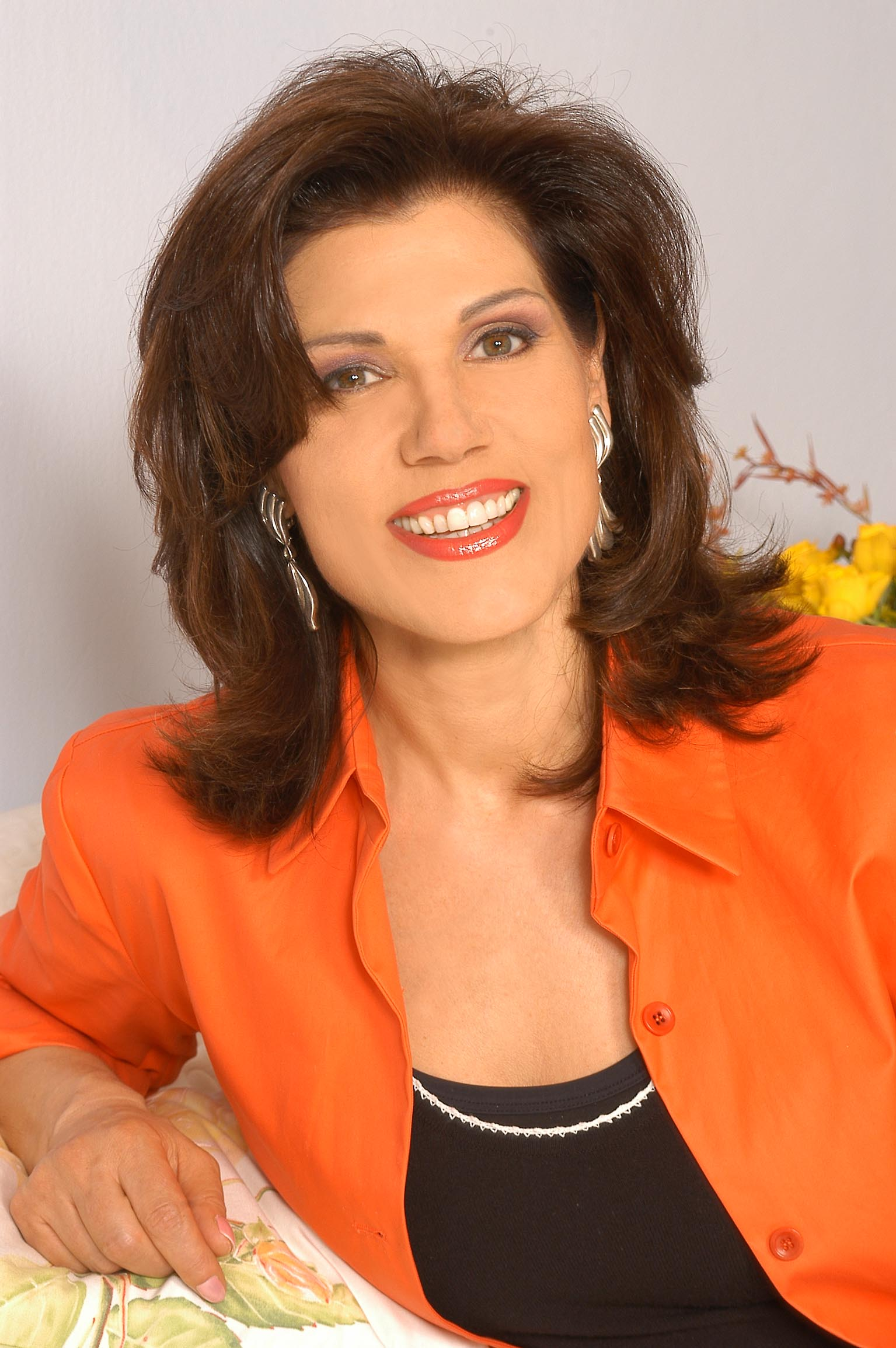
Maja Brunner (2003)

Maja Brunner (* 6. Juli 1951 in Küsnacht) ist eine Schweizer Sängerin von volkstümlichen Schlagern, Musicals, Swing, Soul und Gospel sowie Schauspielerin.

## Leben
Maja Brunner ist Tochter von Ernst Brunner, dem Leiter der Ländlerkapelle Seebuebe. Mit elf Jahren erlernte sie Klarinette und Saxophon. Später war sie Sängerin der Band Tomorrow. Nach Besuch der Handelsschule in Zürich war Maja Brunner ab 1969 20 Jahre lang Sekretärin. 
1970 gewann sie das Schlagerfestival von Glarus, anschliessend sang sie bei verschiedenen Bands. 1974 wurde sie Sängerin der Zürcher Popband Date of Birth. 1981 nahm sie als Mitglied der Gesangsgruppe Swiss Union mit dem von Peter Reber komponierten Lied San Gottardo an der Schweizer Vorentscheidung zum Eurovision Song Contest teil. Die Gruppe wurde Zweite. 1987 nahm Maja Brunner mit dem von ihrem jüngeren Bruder Carlo Brunner komponierten und von Charles Lewinsky getexteten Lied Das chunnt eus spanisch vor am Grand Prix der Volksmusik teil und siegte. Die gleichnamige CD erreichte Goldstatus. Seither tritt sie immer wieder in volkstümlichen Galas und Fernsehveranstaltungen auf. 
In den 1990er Jahren startete sie eine Karriere als Musical- und Theaterdarstellerin (unter anderem in der weiblichen Hauptrolle der musikalischen Komödie Bongo, Bongo von Hans Gmür). Am 20. Mai 2017 nahm sie an der neuen Tanzshow Darf ich bitten des SRF 1 teil.

## Ehrungen
- 1991: World Music Award als beliebteste Künstlerin der Schweiz
- 45. Prix Walo in der Kategorie Blues / Country / Roots

## Bekannte Titel
- 1979: Beg For Love (Solo-Single)
- 1987: Das chunnt eus spanisch vor
- 1993: Muss i denn zum Städtele hinaus
- 1994: Rosen um Mitternacht
- 1995: Glaub mer, dass di gärn ha

## Diskografie
Alben
- 1987: Das chunnt eus spanisch vor (CH: Gold)
- 1987: Das kommt uns spanisch vor
- 1988: Uufgschtellt
- 1989: s’funket
- 1991: Typisch Maja
- 1994: Rosen um Mitternacht
- 1995: Zweimalig
- 1997: Ladies first
- 1997: A time together
- 1998: Gold
- 1999: Führe mich nicht in Versuchung
- 2000: Schwiizer Wiehnacht
- 2001: Halbziit
- 2003: La dolce Vita.
- 2004: al dente
- 2021: Mit 70 hat man noch Träume

## Filmografie
- 2012: Tatort – Hanglage mit Aussicht